# Cabézon à manteau blanc
Capito hypoleucus
Espèce
Statut de conservation UICN

 VU C2a(i) : Vulnérable
Le Cabézon à manteau blanc (Capito hypoleucus) est une espèce d'oiseaux appartenant à la famille des Capitonidae, endémique de Colombie.

## Sous-espèces
Cet oiseau est représenté par trois sous-espèces :
- Capito hypoleucus carrikeri G.R. Graves, 1986 ;
- Capito hypoleucus extinctus G.R. Graves, 1986 ;
- Capito hypoleucus hypoleucus Salvin, 1897.